# 國保徳丸
國保 徳丸（くにやす とくまる、1932年1月26日 - 2021年11月22日）は、日本の経営者。テレビ愛知社長を務めた。

## 来歴・人物
東京都出身。1954年に早稲田大学法学部を卒業し、同年に日本経済新聞社に入社。1971年5月にテレビ東京に転じ、1978年6月に取締役に就任し、1983年6月に常務、1985年6月に専務、1990年6月に副社長を経て、1991年6月にはテレビ愛知社長に就任。1997年6月には会長を経て、1999年6月には相談役に退いた。
2021年11月22日に死去。89歳没。